# Hans P. H. Schuster

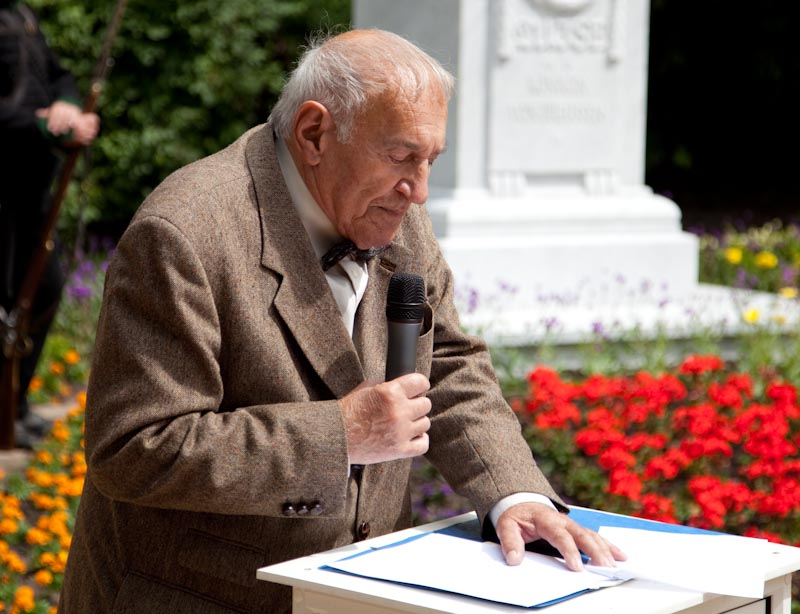
Schuster bei der feierlichen Übergabe des wiedererrichteten Denkmals der Königin Luise von Preußen am 18. Juni 2009

Hans Paul Hermann Schuster (* 11. November 1928 in Magdeburg; † 30. August 2010 ebenda) war ein deutscher Unternehmer, Denkmalpfleger und FDP-Politiker aus Magdeburg.

## Leben
Schuster leitete über 50 Jahre die von seinem Großvater Paul Schuster 1886 gegründete Baufirma „Paul Schuster GmbH, Fachbetrieb für Bau und Denkmalpflege“. In der DDR war er als Betriebsleiter des VEB Denkmalpflege engagiert bei der Sanierung und Ausgestaltung bedeutender Bauten. 1990, nach der Reprivatisierung des Familienunternehmens, das seither wieder den Gründungsnamen trägt, setzte Hans P. H. Schuster sein unternehmerisches und ehrenamtliches Wirken für die Denkmale fort.
Hans P. H. Schuster widmete sich insbesondere der Rettung vieler im Krieg zerstörter, historisch wertvoller Bauten und Kunstdenkmäler nicht nur in Magdeburg. Er gilt mit seinem Unternehmen als Retter von über 500 Einzeldenkmalen. Er hat sich Verdienste erworben insbesondere um die Enttrümmerung und Instandsetzung des Magdeburger Domes, den Wiederaufbau und die Einrichtungsgestaltung des Klosters Unser Lieben Frauen mit der Konzerthalle „Georg Philipp Telemann“, den Wiederaufbau der Turmfront und der Vorhalle der Johanniskirche. Dafür wurde er 2003 mit dem Ehrenring der Landeshauptstadt Magdeburg ausgezeichnet. Außerdem erhielt er 2008 die Goldene Ehrennadel der IHK und 2004 das Bundesverdienstkreuz am Bande.
Schuster war Vorsitzender der „Magdeburgischen Gesellschaft von 1990 zur Förderung der Künste, Wissenschaften und Gewerbe“, Mitglied im Verband Bildender Künstler e. V., Vizepräsident des Landesheimatbundes, Vorsitzender der Gesellschaft für Denkmalpflege in Sachsen-Anhalt e. V., Mitbegründer und Vorstandsmitglied des Domfördervereins Magdeburg e. V. Er war Mitglied im Kuratorium zum Wiederaufbau der Johanniskirche und Vorsitzender des Kuratoriums 1200 Jahre Magdeburg. Hans Schuster initiierte die Vergoldung des Magdeburger Reiters auf dem Alten Markt. Er realisierte die Gedenkstele für den Widerstandskämpfer Henning von Tresckow. Ein weiteres Projekt ist die Aufstellung von Bronzemodellen für die im Zweiten Weltkrieg bzw. bis Mitte der 1950er Jahre zerstörten und damit aus dem Stadtbild verlorenen Altstadtkirchen.

## Politik
Schuster war seit 1969 Mitglied der Liberal-Demokratischen Partei Deutschlands. Er trat 1990 der FDP bei und wurde im gleichen Jahr über die Landesliste der FDP in Sachsen-Anhalt in den Bundestag gewählt, dem er bis 1994 angehörte. Er war Mitglied des Vorstands des FDP-Kreisverbandes Magdeburg.